# Municipio de Jovellanos
Municipio de Jovellanos är en kommun i Kuba.   Den ligger i provinsen Matanzas, i den nordvästra delen av landet, 130 km öster om huvudstaden Havanna. Antalet invånare är 58 685. Arean är 505 kvadratkilometer. Municipio de Jovellanos gränsar till Municipio de Perico.
Terrängen i Municipio de Jovellanos är huvudsakligen platt, men västerut är den kuperad.